# Воинское кладбище № 14 (Цеклин)
Воинское кладбище № 14 — Цеклин (пол. Cmentarz wojenny nr 14 - Cieklin) — воинское кладбище, расположенное в окрестностях села Цеклин, Подкарпатское воеводство. Кладбище входит в группу Западногалицийских воинских захоронений времён Первой мировой войны. На кладбище похоронены военнослужащие Австро-Венгерской и Российской армий, погибшие во время Первой мировой войны.

## История
Кладбище было основано в 1917 году по проекту немецкого инженера-строителя, поручика Иоганна Ягера, создавшего почти все воинские кладбища во вверенном ему Округе II (Ясловском) в типично немецком (по мнению некоторых специалистов даже — «тевтонском») стиле. Из-за этого, его творческие решения противопоставляют архитекторным проектам другого руководителя, коменданта Округа I, словака Душана Юрковича, создавшего многочисленные проекты западногалицийских воинских кладбищ времён Первой мировой войны, многие из которых являются сейчас историческими памятниками.
У входа на кладбище расположена большая каменная часовня и 18 одиночных могил. Далее установлен деревянный крест и несколько общих могил.
На кладбище похоронены 545 австро-венгерских и русских солдат.
На мемориальной таблице установленной на стене часовни надпись: